# 阿克泰河
阿克泰河是俄羅斯的河流，位於韃靼斯坦共和國，屬於伏爾加河的左支流，注入古比雪夫水庫，河道全長89公里，流域面積1,016平方公里，平均每年河口沉積71毫米。